# 台北市立第一女子高級中学
台北市立第一女子高級中学（だいいちじょし-こうきゅうちゅうがく）は、台湾台北市にある女子高校。
日本統治時代に台北における女子高等教育の拠点として設立され、初代校長尾田信直により基礎が築かれた後、歴代校長により旧制女学校の学風が築かれた。日中戦争が始まった1937年より皇民化教育が実施され、勤労奉仕および軍事訓練が実施されるようになった。1945年には空襲により校舎が被害を受けている。1945年12月、中華民国政府は胡婉如を派遣して学校を接収した。その後台湾の女子高等教育の中心として整備が進み現在に至っている。
なお、北一女中の学生を小緑緑（緑ちゃん）と俗称するが、これは第11代校長の江学珠による定められた制服が緑色であることに由来する。

## 沿革
| 年     | 月日 | 事跡                                                                                            |
| ------ | ---- | ----------------------------------------------------------------------------------------------- |
| 1904年 | -    | 台湾総督府国語学校第三附属学校として開校                                                        |
| 1909年 | 4月  | 台湾総督府高等女学校と改称                                                                      |
| 1909年 | 9月  | 台湾総督府台北高等女学校と改称                                                                  |
| 1922年 | -    | 台北州立台北第一高等女学校と改称                                                                |
| 1945年 | -    | 台北第一高等女学校、台北第二高等女学校、台北第四高等女学校を統合 台湾省立台北第一女子中学と改称 |
| 1967年 | -    | 台北市立第一女子高級中学と改称                                                                  |

## 歴代校長
| 代     | 氏名     | 任期                  |
| ------ | -------- | --------------------- |
| 初代   | 尾田信直 | 1909年3月30日～1918年 |
| 第2代  | 秋吉音治 | 1919年～1921年        |
| 第3代  | 清水儀六 | 1921年～1931年        |
| 第4代  | 浮田辰平 | 1931年～1937年        |
| 第5代  | 松井実   | 1937年～1942年        |
| 第6代  | 伊藤仙蔵 | 1942年～1945年        |
| 第7代  | 三浦武治 | 1945年6月～1945年9月  |
| 第8代  | 胡婉如   | 1945年12月～1947年8月 |
| 第9代  | 王超筠   | 1947年8月～1948年7月  |
| 第10代 | 陳士華   | 1948年8月～1949年7月  |
| 第11代 | 江学珠   | 1949年7月～1971年     |
| 第12代 | 鄭璽璸   | 1971年～1978年        |
| 第13代 | 鄧玉祥   | 1978年～1985年        |
| 第14代 | 呂少卿   | 1985年～1990年        |
| 第15代 | 丁亜雯   | 1990年～1996年        |
| 第16代 | 鄭美俐   | 1996年～2000年        |
| 第17代 | 陳富貴   | 2000年～2005年        |
| 第18代 | 周韞維   | 2005年～2009年        |
| 第19代 | 張碧娟   | 2009年～              |

## 校歌
唯我女校 寶島名高

莘莘學子 志氣凌霄

公誠勤毅 校訓孔昭

齊家治國 一肩雙挑

修養健全人格 具備科學頭腦

力行三民主義 實踐國父遺教

為國家盡至忠 為民族盡大孝

繼往開來 為我女界増光耀

## 出身有名人

### 学者
- 葉公杼（全米科学アカデミー院士、中央研究院院士、カリフォルニア大学サンフランシスコ校生物物理学講座教授）
- 黃桑希蘭（全米技術アカデミー院士、ケース・ウェスタン・リザーブ大学物質科学名誉教授）
- 孟懷縈（全米技術アカデミー院士、スタンフォード大学電子・情報系学科講座教授、IEEEのフェロー）
- 沈正韻（中央研究院院士、ハーバード大学遺伝学教授）
- 陳景虹（中央研究院院士、南カリフォルニア大学医学部名誉教授）
- 黃周汝吉（中央研究院院士、ジョンズ・ホプキンス大学生物化学科教授）
- 常瑞華（カリフォルニア大学バークレー校電子・情報系学研究科長、講座教授、IEEEのフェロー）
- 葉文心（カリフォルニア大学バークレー校史学講座教授）
- 葉乃裳（女性初のカリフォルニア工科大学物理学教授）
- 李懷安（ケンブリッジ大学生物医学教授）
- 王映真（カリフォルニア大学サンディエゴ校医学部教授）
- 成露茜（カリフォルニア大学ロサンゼルス校社会学名誉教授）
- 顏劉貞婉（ジェット推進研究所物理学者）
- 朱有花（イリノイ大学天文学研究科長、教授）
- 蕭美琪（ノートルダム大学数学教授）
- 馬中珮（カリフォルニア大学バークレー校物理学教授）
- 陳映雪（元ニューヨーク州立大学ストーニーブルック校薬学系研究科教授）
- 趙蓮菊（国立清華大学数学講座教授）
- 曾陳明汝（国立台湾大学法学名誉教授）
- 楊美惠（国立台湾大学化学名誉教授）
- 蕭水銀（国立台湾大学薬学名誉教授）
- 劉憶如（台湾大学金融学研究科長、教授、元台湾国会議員）
- 易芝玲（台湾大学電子・情報系学科教授、国立交通大学電気通信系学科教授、元ベル研究所科学家、香港応用科学技術研究院副会長）
- 古登美（台湾大学政治学教授、元台湾監察委員）
- 蔡娟娟（交通大学光電システム学科教授、元ゼロックス科学家）
- 林麗瓊（台湾大学物理学教授、アジア女性初のゼネラル・エレクトリック科学家）
- 賴美淑（台湾大学医学科教授、元台湾衛生署副署長）
- 馮燕（初代の国立台湾大学社会工作学研究科長、教授、台湾大学学務長）
- 張家宜（淡江大学学長、教育行政学教授）
- 黃碧端（元国立台南芸術大学学長、英米文学教授、台湾文化建設委員会主任委員）
- 成嘉玲（元世新大学学長、東呉大学商学部長）
- 周芷（アラバマ大学バーミングハム校（英語版）医学部教授）

日本時代の出身者
- 一番ヶ瀬康子（社会福祉学者、日本女子大学名誉教授）

### 文学・芸術
- 陳郁秀（元国立台湾師範大学芸術学部長、音楽学教授、元台湾文化建設委員会主任委員、国立中正文化中心会長）
- 杜淑純（元米国連邦ニューヨーク図書館館長）
- 林泠（詩人、化学学者、旧名：胡雲裳）
- 張曉風（作家、国家文芸賞受賞、中山文芸賞受賞）
- 陳若曦（作家、中山文芸賞受賞、旧名：陳秀美）
- 廖瑩怡（医師、インテリアデザイナー、インダストリアルデザイナー、2003年ミラノErmenegildo Zegna設計賞受賞）
- 三毛（元作家、旧名：陳平）
- 任家萱（歌手、女優）

### 政治・法曹・軍人
- 呂秀蓮（第10代・第11代の中華民国副総統、女性初の副総統、女性解放運動家）
- 彭鳳至（中華民国司法院大法官、法学者）
- 王清峰（中華民国法務部長、弁護士）
- 李鍾桂（元外交家、政治外交学者、国立政治大学外交学系教授）
- 柴惠珍（中華民国陸軍少将）
- 池玉蘭（中華民国陸軍少将）
- 林芳玫（国立政治大学新聞学系教授、元中華民国行政院青年輔導委員会主任委員）
- 金美齢（評論家、元中華民国総統府国策顧問）
- 劉海蒂（元米国カリフォルニア州Morgan Hill市市長、市議会議員）
- 陳李婉若（アメリカ・カリフォルニア州の初めての華裔市長）
- 王立智（デンマークコペンハーゲン市議会議員）
- 高嘉瑜（PTT管理人、台北市議、民主進歩党立法委員）
- 鄭麗君（民主進歩党立法委員、文化部部長）

日本時代の出身者
- 山根敏子（日本の女性初の外交官）

### 実業
- 雷倩（アジア女性初のアメリカン・ブロードキャスティング・カンパニー副会長、元台湾国会議員）
- 宗才怡（元台湾経済部部長、元チャイナエアライン社長、元円山大飯店会長）
- 鄭金蓮（米国Linx Communications, Inc.会長、元ベル研究所科学家）
- 張若玫（米国Viria Technology Inc.会長、Teknekron, Inc.会長）
- 李文枝（米国A Plus International Inc.社長）
- 唐南珊（米国Tanox, Inc.会長）
- 陸瑜民（台湾のエスティローダー社長）
- 張成秀（台湾香港のGoogle社長）
- 劉懿（台湾のB&Q社長）
- 姚莉仙（台湾のフィリップス社長）
- 鍾琴（元台湾のそごう会長）
- 黃晴雯（現台湾のそごう会長）
- 洪麗甯（元エイサー副社長）
- 林郭文艷（台湾大同公司副社長）
- 郭蕙玉（台新票券金融公司会長）
- 鄒開蓮（Yahoo!アジア区副会長、元台湾のYahoo!社長）
- 陳筱玲（テキサス・インスツルメンツアジア区副社長）
- 呉子倩（米国Applied Materials, Inc.全球集団副会長、台湾のApplied Materials社長）
- 王帛霞（IBM大中華区ソフトウェア研究開発センター副社長、元台湾のYahoo!社長）

### その他
- 紀淑如（シドニーオリンピックテコンドー銅メダル）
- 周美青（兆豊金融控股法務室処長、馬英九夫人）
- 林惠嘉（病理学者、李安夫人）